# Pseudotyrannochthonius octospinosus
Espèce
Pseudotyrannochthonius octospinosus est une espèce de pseudoscorpions de la famille des Pseudotyrannochthoniidae.

## Distribution
Cette espèce est endémique du Chili. Elle se rencontre vers Temuco.

## Publication originale
- Beier, 1930 : Alcuni Pseudoscorpioni esotici raccolti dal Prof. F. Silvestri. Bollettino del Laboratorio di Zoologia Generale e Agraria del R. Istituto Superiore Agrario in Portici, vol. 23, p. 197-209.